# Camptostoma
Genre
Le genre Camptostoma regroupe deux espèces de tout  petits passereaux de la famille des Tyrannidae. Ils vivent en Amérique tropicale et subtropicale depuis l'extrême sud des États-Unis jusqu'au Paraguay, Bolivie et Argentine. Les deux espèces sont très semblables au point qu'on avait cru qu'il s'agissait d'une espèce unique mais on a pu constater qu'au Costa Rica, les deux espèces cohabitent sans s'hybrider.

## Liste d'espèces
D'après la classification de référence du Congrès ornithologique international (ordre phylogénique) :
- Camptostoma imberbe – Tyranneau imberbe
- Camptostoma obsoletum – Tyranneau passegris